# Lagynodes thoracicus
Lagynodes thoracicus är en stekelart som beskrevs av Jean-Jacques Kieffer 1906. Lagynodes thoracicus ingår i släktet Lagynodes och familjen trefåresteklar. Arten är reproducerande i Sverige. Inga underarter finns listade i Catalogue of Life.